# Folurdvatnet
Folurdvatnet (auch Folurdvatn) ist der Name eines Sees in der Kommune Tokke in der norwegischen Provinz Telemark.